# 世界遺産姫路城マラソン
世界遺産姫路城マラソン（せかいいさんひめじじょうマラソン、英語: WORLD HERITAGE HIMEJI CASTLE MARATHON）は、兵庫県姫路市で行われる市民参加型マラソン大会。スポーツ文化ツーリズムアワード2016でスポーツ庁長官賞を受賞した。2026年は大阪マラソンと同日、2027年は休止予定

## 概要
姫路城の「平成の大修理」が完成するのを記念して行われる大会。しかし2020年から22年は新型コロナウイルスの大流行懸念で中止。

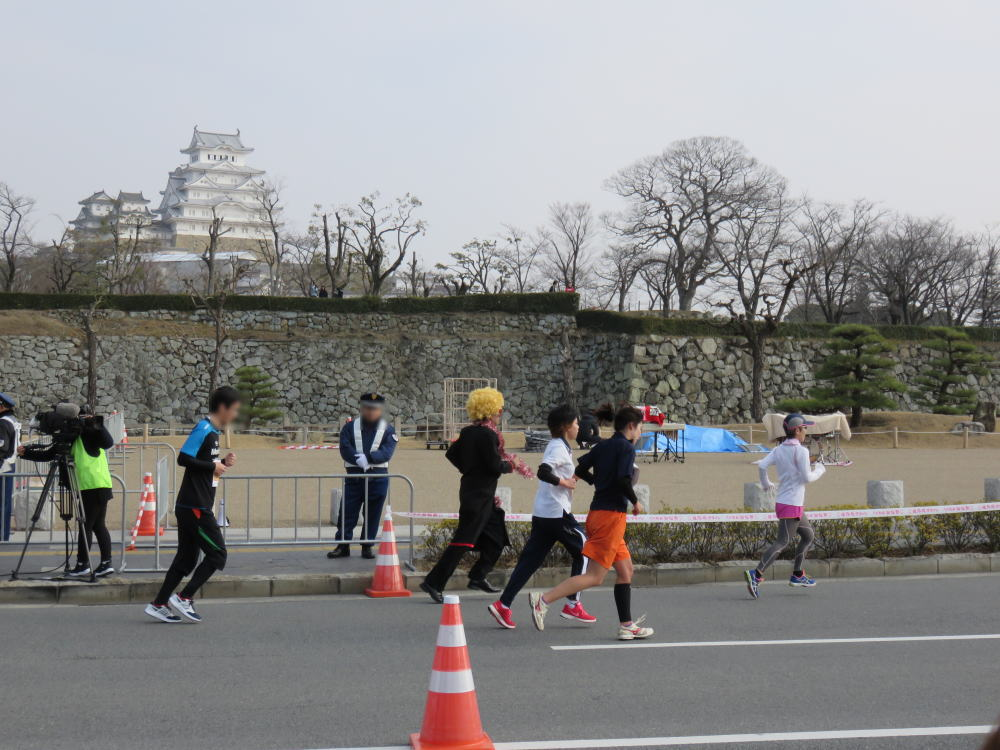
姫路城マラソン。（平成２８年）
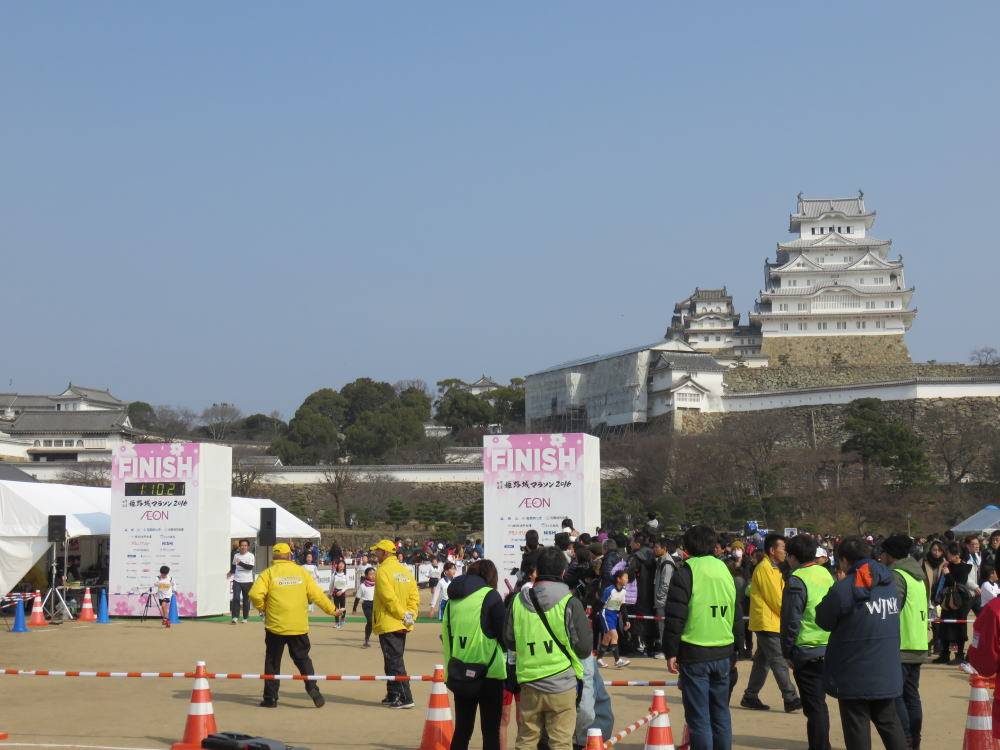
姫路城マラソンのゴール地点。（平成２８年）

### 開催日
- 第1回：2015年（平成27年）2月22日[7]

## 参加人数
- 10,000人（フルマラソン：6,000人、ファンラン：4,000人）[8]

## レース概要

### 距離
- フルマラソン：42.195km
- ファンラン
  - 1km（ファミリー）：満4・5・6歳の幼児（未就学児）と18歳以上のペア
  - 1.5km（小学1～3年生）
  - 2km（小学4～6年生
  - 5km（中学生以上）

### コース
フルマラソン
スタート：大手前通り→姫路駅前北上→夢前川沿いの県道を北上→市内夢前町の塩田交差点で折り返し→夢前川サイクリングロードまで南下→姫路城三の丸広場がゴール

### 制限時間
- フルマラソン：6時間以内
- ファンラン：1km10分以内、1.5km15分以内、2km20分以内、5km40分以内

## ゲストランナー・招待選手
- 2015年（第1回）：谷口浩美・藤原正和・福士加代子・山口衛里・尾崎好美・渋谷俊浩・早狩実紀・大谷直・西山弥生・坂本隆哉・田中千洋など[9][10][11][12][13]
- 2016年（第2回）：坂本隆哉・清水将也・高野修徳・嶋原清子・田中千洋・渋谷俊浩・小林祐梨子・ASハリマ アルビオン・渡辺公二（西脇工高校陸上部元監督）・間寛平など[14]
- 2017年（第3回）：
- 2018年（第4回）：
- 2019年（第5回）：
- 2020年（第６回）：篠藤淳・熊代拓也・藤原直樹・坂本隆哉・中島怜利・横田歩・小河亜衣・田中千洋・横川海姫・渋谷俊浩・小林祐梨子・天津・木村・ASハリマアルビオン・間寛平[15]
- ２０２１（代替イベント）：鈴木大地・高橋尚子[16]
- 2023(第８回)：岩佐快斗・坂本隆哉・田丸颯（欠場）・丹羽祐太・藤原直樹・弓削田眞理子・横田歩[17]
- 2024(第９回)：秋山雄飛・北野開平・田丸颯・藤原直樹・弓削田眞理子・横田歩[18]

## 運営
- 主催：姫路市、兵庫陸上競技協会
- 共催：姫路市まちづくり振興機構、神戸新聞社
- 企画運営：世界遺産姫路城マラソン実行委員会
- 主管：姫路市陸上競技協会

## 大会キャラクター
- しろまるひめ
- かんべえくん

## 大会優勝者
-数字- は優勝回数、 記録 は（当時の）大会記録。
|    | 開催日        | 男子選手                                       | 記録                                           | 女子選手                                       | 記録                                           |
| -- | ------------- | ---------------------------------------------- | ---------------------------------------------- | ---------------------------------------------- | ---------------------------------------------- |
| 1  | 2015年2月22日 | 森本直人                                       | 2時間21分19秒                                  | 田中千洋                                       | 2時間41分39秒                                  |
| 2  | 2016年2月28日 | 清水将也                                       | 2時間22分27秒                                  | 田中千洋-2-                                    | 2時間53分45秒                                  |
| 3  | 2017年2月26日 | 森川翔平                                       | 2時間17分41秒                                  | 小河亜衣                                       | 2時間51分32秒                                  |
| 4  | 2018年2月11日 | 髙田大樹                                       | 2時間18分18秒                                  | 小河亜衣-2-                                    | 2時間50分55秒                                  |
| 5  | 2019年2月24日 | 篠藤淳                                         | 2時間21分22秒                                  | 横田歩                                         | 2時間48分39秒                                  |
| 6  | 2020年2月23日 | 中止                                           | 中止                                           | 中止                                           | 中止                                           |
|    | 2021年2月27日 | 代替イベント姫路スポーツ応援プロジェクトを開催 | 代替イベント姫路スポーツ応援プロジェクトを開催 | 代替イベント姫路スポーツ応援プロジェクトを開催 | 代替イベント姫路スポーツ応援プロジェクトを開催 |
| ７ | 2022年2月27日 | 中止、代替イベントONLINE CHALLENGEを開催       | 中止、代替イベントONLINE CHALLENGEを開催       | 中止、代替イベントONLINE CHALLENGEを開催       | 中止、代替イベントONLINE CHALLENGEを開催       |
| ８ | 2023年2月26日 | 秋山雄飛                                       | 2時間16分54秒                                  | 横田歩-2-                                      | 2分42分23秒                                    |
| ９ | 2024年2月11日 | 森川陽之                                       | 2時間17分29秒                                  | 横田歩-3-                                      | 2時間39分16秒                                  |